# David Dioses
David Dioses (Carmen de la Legua, Callao, 20 de febrero de 1996) es un futbolista peruano. Juega como mediocentro ofensivo y su equipo actual es Deportivo Garcilaso de la Liga 1 de Perú

## Trayectoria

### Inicios y Unión Comercio
Dioses se inició como defensa central y marcador derecho en el club amateur José López Pazos, de la Liga del distrito de Carmen de la Legua y en el club Deportivo La Punta. Fue aceptado en las menores de Sport Boys, donde permaneció solo unos meses. Posteriormente, Dioses jugó esporádicamente en equipos de la Copa Perú. En 2014, el club Unión Comercio le dio el visto bueno tras probarlo como volante, así, se mudaría a Nueva Cajamarca, en el departamento de San Martín.
Debutó en primera el 29 de mayo de 2016 ante La Bocana, cotejo que finalizó 3-0. Durante su estancia en el club selvático, en 2017, comenzó a consolidarse: jugó 22 encuentros y fue titular en 15. En 2018 arrancó en 22 de los 23 que jugó, y marcó su primer gol en la profesional, ante Sporting Cristal. En 2019, Dioses participó en 33 partidos, pero el equipo perdió la categoría.

### Deportivo Municipal
En enero de 2020, fue fichado por el Deportivo Municipal.

## Selección nacional
En agosto de 2020, fue incluido por Ricardo Gareca en una lista preliminar para la convocatoria de la selección peruana de cara a los partidos de eliminatorias contra las selecciones de Brasil y Paraguay en el mes de octubre. Finalmente, fue aceptado en la lista definitiva el 25 de septiembre. Sin embargo no pudo debutar en ninguno de los partidos.

## Clubes y estadísticas
Actualizado el 3 de julio de 2022.
| Club                     | Temporada        | Div              | Liga(1) | Liga(1) | Copas nacionales(2) | Copas nacionales(2) | Copas internacionales(3) | Copas internacionales(3) | Total | Total |
| Club                     | Temporada        | Div              | Part.   | Goles   | Part.               | Goles               | Part.                    | Goles                    | Part. | Goles |
| ------------------------ | ---------------- | ---------------- | ------- | ------- | ------------------- | ------------------- | ------------------------ | ------------------------ | ----- | ----- |
| Unión Comercio Perú      | 2016             | 1ª               | 3       | 0       | —                   | —                   | —                        | —                        | 3     | 0     |
| Unión Comercio Perú      | 2017             | 1ª               | 22      | 0       | —                   | —                   | —                        | —                        | 22    | 0     |
| Unión Comercio Perú      | 2018             | 1ª               | 23      | 2       | —                   | —                   | —                        | —                        | 23    | 2     |
| Unión Comercio Perú      | 2019             | 1ª               | 33      | 1       | 3                   | 0                   | —                        | —                        | 36    | 1     |
| Unión Comercio Perú      | Total club       | Total club       | 81      | 3       | 3                   | 0                   | 0                        | 0                        | 84    | 3     |
| Deportivo Municipal Perú | 2020             | 1ª               | 18      | 0       | —                   | —                   | —                        | —                        | 18    | 0     |
| Deportivo Municipal Perú | Total club       | Total club       | 18      | 0       | 0                   | 0                   | 0                        | 0                        | 18    | 0     |
| Carlos A. Mannucci Perú  | 2021             | 1ª               | 23      | 2       | 5                   | 1                   | 1                        | 0                        | 29    | 3     |
| Carlos A. Mannucci Perú  | 2022             | 1ª               | 9       | 0       | —                   | —                   | —                        | —                        | 9     | 0     |
| Carlos A. Mannucci Perú  | Total club       | Total club       | 32      | 2       | 5                   | 1                   | 1                        | 0                        | 38    | 3     |
| Total en carrera         | Total en carrera | Total en carrera | 131     | 5       | 8                   | 1                   | 1                        | 0                        | 140   | 6     |